# Gare de Courçay - Tauxigny
La gare de Courçay - Tauxigny est une gare ferroviaire française de la ligne de Joué-lès-Tours à Châteauroux, située sur le territoire de la commune de Courçay, à proximité de Tauxigny, dans le département d'Indre-et-Loire, en région Centre-Val de Loire.

## Situation ferroviaire
Établie à 92 m d'altitude, la gare de Courçay - Tauxigny est située au point kilométrique (PK) 266,245 sur la ligne de Joué-lès-Tours à Châteauroux entre les gares de Cormery et Reignac sur le territoire de la commune de Courçay.

## Histoire
La gare est ouverte le 15 juillet 1878.

## Services voyageurs

### Accueil
Halte SNCF, c'est un point d'arrêt non géré (PANG) disposant de panneaux d'informations et d'abris de quais.

### Dessertes
Courçay - Tauxigny est desservie par des cars et quelques trains du réseau TER Centre-Val de Loire qui circulent sur la ligne no 31 entre les gares de Tours et Loches.

### Intermodalité
Un parking pour les véhicules y est aménagé.